# São Joaquim do Monte
São Joaquim do Monte is een gemeente in de Braziliaanse deelstaat Pernambuco. De gemeente telt 21.872 inwoners (schatting 2009).
De gemeente grenst aan Camocim de São Félix, Bezerros, Cupira, Bonito, Belém de Maria en Agrestina.